# 湖北生产建设兵团
湖北生产建设兵团，是1971年至1972年设于中国湖北省的由军队管理的农垦组织。以下乡知识青年为主，包括现役军人、复转退军人、地方干部、农垦职工等群体组成。采取兵团-师-团-连建制，不常设营级。

## 历史
1971年5月，经国务院、中央军委批准，组建武汉军区湖北生产建设兵团，主管国营农场工作。由湖北省革命委员会、湖北省军区双重领导。任命湖北省军区司令员信俊杰兼任兵团司令员；湖北省委副书记、湖北省军区政委张体学兼任兵团政委（后任命湖北省军区政委张洪兼任兵团政委）。兵团机关驻汉口。计划以16个农场为基础，组建4个师和1个独立团，实际上只组建了1个师—第2师（辖6个团）。
第2师驻潜江县总口农场，下辖第13团、第14团、第15团、第16团、第17团和第18团，由总口、人民大垸、三湖、六合大垸、运粮湖、西大大垸6个农场组成。
1972年11月13日，湖北生产建设兵团番号撤销。    